# Rhipidia (Rhipidia) domestica angustifrons
Rhipidia (Rhipidia) domestica angustifrons is een ondersoort van de tweevleugelige Rhipidia (Rhipidia) domestica uit de familie steltmuggen (Limoniidae). De ondersoort komt voor in het Neotropisch gebied.